# Alepisaurus ferox
Alepisaurus ferox е вид лъчеперка от семейство Alepisauridae. Видът е незастрашен от изчезване.

## Разпространение
Разпространен е в Австралия, Аруба, Асенсион и Тристан да Куня, Великобритания, Венецуела, Гватемала, Гвиана, Гренландия, Еквадор, Индонезия, Ирландия, Исландия, Италия, Кабо Верде, Канада, Китай, Колумбия, Коста Рика, Куба, Малдиви, Мексико, Намибия, Никарагуа, Нова Зеландия, Нова Каледония, Остров Света Елена, Панама, Перу, Португалия, Провинции в КНР, Реюнион, Салвадор, САЩ, Суринам, Тайван, Тринидад и Тобаго, Фарьорски острови, Френска Гвиана, Хондурас, Чили, Южна Африка, Ямайка и Япония.

## Описание
На дължина достигат до 2,2 m, а теглото им е максимум 9000 g.